# Katalin

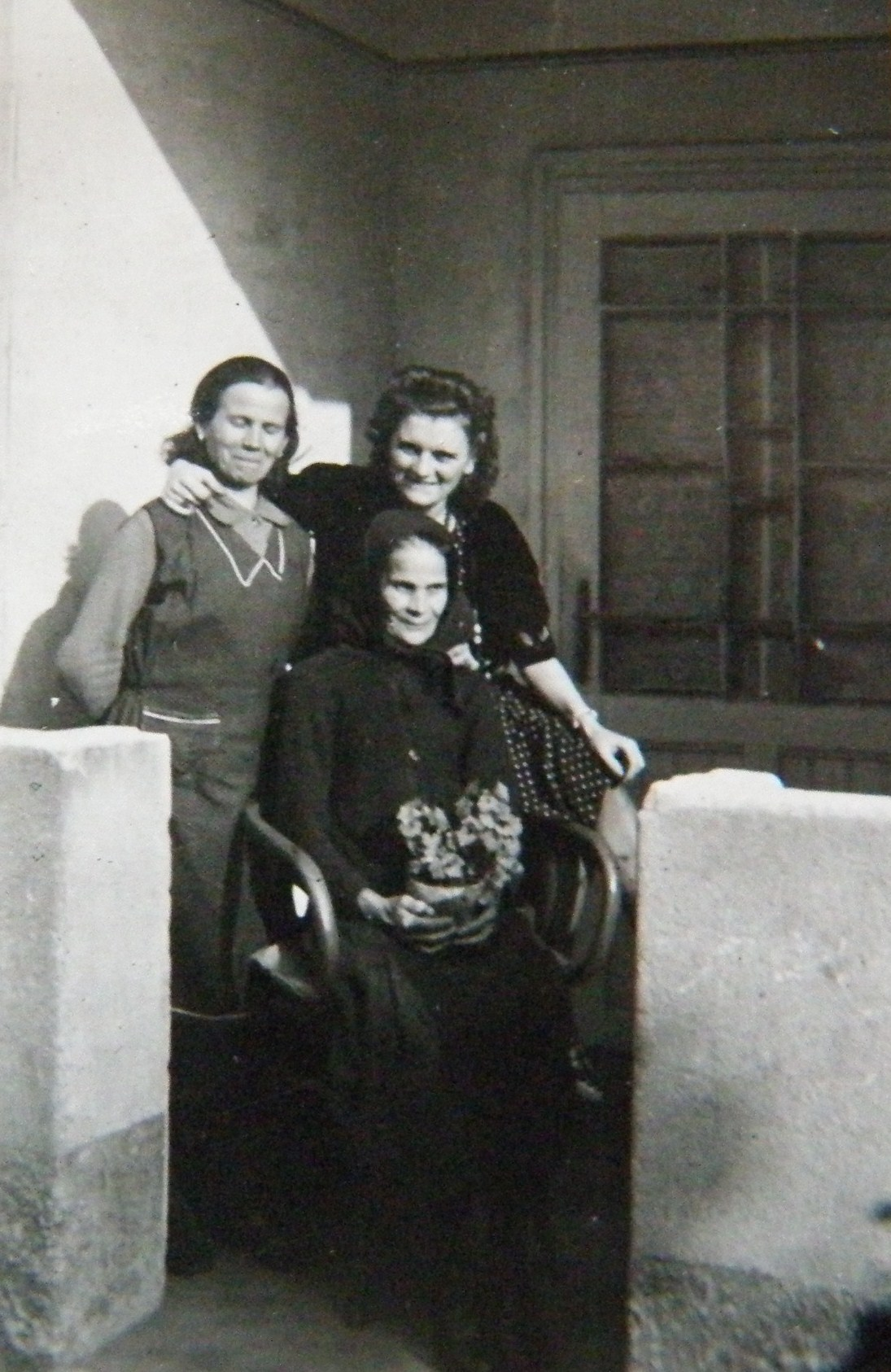
Photo de Katalin Boczor (droite), sa mère et sa sœur autour de 1885.

Katalin est un prénom hongrois féminin.

## Équivalents
- Principales formes parlées hypocoristiques en hongrois : Kató, Kata, Katinka
- Prénom apparenté en hongrois, venant de l'anglais Kitty surnom de Catherine : Kitti
- Catherine en français

## Personnalités portant ce prénom
- Katalin Karikó : biochimiste hongroise.